# Бойд, Альберто Арчибальдо
Альберто Арчибальдо Бойд де ла Гуардиа (исп. Alberto Archibaldo Boyd de la Guardia; 18 февраля 1915, Панама, Панама — 15  июля 1996) — панамский государственный деятель, министр иностранных дел Панамы (1955—1956).

## Биография
Окончил колледж La Salle, Balboa H.S. и младший колледж Соул Коли (Новый Орлеан, штат Калифорния, Соединенные Штаты Америки).
В 1941 г. министр здравоохранения и общественных работ Панамы. В 1942—1943 гг. — президент муниципального совета г. Панама, одновременно являлся вице-президентом Национального Красного Креста.
В 1955—1956 гг. — министр иностранных дел Панамы.
Почетный консул Боливии в Панаме.